# Ventottesimo minuto
Pour plus de détails, voir Fiche technique et Distribution.
Ventottesimo minuto est un giallo italien réalisé par Paolo Frajoli et sorti en vidéo en 1991.
Il s'agit du troisième film inspiré par les meurtres du monstre de Florence, après L'assassino è ancora tra noi (1986) et Il mostro di Firenze (1986).

## Synopsis
Alors que Florence vit dans la terreur, en raison des terribles crimes commis par le Monstre de Florence, les jeunes fiancés Fabrizio et Patrizia tentent de vivre pleinement leur histoire d'amour, sans toutefois y parvenir. Mauro Poggi, chargé de l'enquête sur le Monstre, se trouve également confronté à des problèmes sentimentaux liés à sa relation avec Paola. Pendant ce temps, les crimes du Monstre se poursuivent et la police avance à tâtons. Le meurtrier, qui s'avère être le jeune fiancé, devenu ainsi à cause d'un traumatisme d'enfance, intercepte un appel au policier et un soir, alors qu'il est retiré avec Paola, s'apprête à le tuer, ignorant qu'il s'agit d'un piège tendu par la police. Le jeune homme, à la vue des policiers, s'enfuit en moto.

## Fiche technique
- Titre original : Ventottesimo minuto ou 28º minuto[1]
- Réalisation : Paolo Frajoli
- Scénario : Paolo Frajoli, Francesco Panfili
- Photographie : Sandro Grossi
- Montage : Alessandro Perrella
- Musique : Paolo Rustichelli (it)
- Décors : Silvia Corso
- Costumes : Silvia Corso, Roberta Barberini
- Maquillage : Pino Ferrante
- Société de production : P.I. & C.
- Pays de production :  Italie
- Langue originale : français
- Format : couleurs
- Durée : 87 minutes
- Genre : giallo
- Dates de sortie :
  - Italie : 1991 (directement en vidéo) ; 1993 (visa délivré le 29 novembre 1993)

## Distribution
- Corinne Cléry : Paola
- Christian Borromeo : Fabrizio
- Marzio Honorato : le policier Mauro Poggi
- Antonella Sperati : Patrizia
- Mimmo Palmara : commissaire de police
- Paul Müller : criminologue
- Liliana Fioramonti : Maria, la mère de Fabrizio
- Sara Biasci :
- Giancarlo Bizzarri :
- Valentina Chiarappa :
- Gennaro Grillo :
- Gabriele Mantesi :
- Noemi Marcacci :
- Mariana Mottola :
- Salvatore Pruneddu :
- Annunziata Pulicati :
- Erika Ripardelli :
- Giovanna Savino :
- Francesca Serra :
- Luca Vona :

## Production
La production du film a été longue et laborieuse. Le film, dont le titre initial était Tramonti fiorentini (litt. « Couchers de soleil florentins »), puis Quel violento desiderio (litt. « Ce désir violent »), a été commencé en 1986 et réalisé par Gianni Siragusa (it). Les proches des victimes du monstre s'opposent au film au point que leurs actions en justice en suspendent la production.
Ce n'est qu'en 1991 que le film a vu le jour, en sortant directement sur vidéocassette sous le titre Ventottesimo minuto. Cette version du film, réalisée par Paolo Frajoli, reprend le matériel tourné par Siragusa en y ajoutant des scènes tirées des films L'assassino è ancora tra noi et Bakterion ainsi que quelques scènes tournées de toutes pièces.